# Jackie Morris
Jackie Morris (Birmingham, 1961) es una escritora e ilustradora británica. Fue finalista para la Medalla Kate Greenaway en 2016 y la ganó en 2019 por su ilustración de The Lost Words, el cual fue votado el libro más bonito de 2016 por libreros de Reino Unido. También fue beneficiaria del Premio Tir na n-Og por el libro infantil Seal Children.

## Vida
Morris nació en Birmingham en 1961. Su familia se mudó a Evesham cuando ella tenía cuatro años. Siendo niña, le dijeron que no podría ser una artista, pero a pesar de esto ella aprendió a pintar. Morris fue al instituto en el Instituto de Prince Henry en Evesham y después a la Academia de Arte de Bath.
Al terminar la universidad, encontró trabajo en una editorial, ilustrando revistas como Radio Times, New Statesman, New Society and Country Living. Trabajó durante años ilustrando libros y en 2016 fue seleccionada como finalista para la Medalla Kate Greenawat por Something About a Bear. El libro incluye sus acuarelas de distintos tipos de osos.
Actualmente vive en una casa pequeña al lado del mar en Gales, pintando y escribiendo.
The Lost Words es un libro  de "hechizos" de Robert Macfarlane con ilustraciones hechas por Morris. El libro tiene pistas de palabras como bellota, zarzamora y castaño de indias. Se dice que el libro ha sido inspirado por ediciones del siglo XXI del Oxford Junior Dictionary (Diccionario de Oxford Juvenil) en el cual algunas palabras como martín pescador que estaban asociadas a la naturaleza fueron omitidas para incluir términos técnicos como anexo, banda ancha y sala de chat. En 2017, Laurence Rose organizó la escritura de una carta de protesta al diccionario y esta fue firmada por Margaret Atwood, Sara Maitland, Michael Morpurgo, Andrew Motion, Macfarlane, y Morris. Esto provocó mucho debate, pero el resultado creativo fue la idea de que Macfarlane y Morris trabajasen juntos. Este libro fue votado el libro más bonito por libreros de Reino Unido en 2016.
Una exposición de The Lost Words fue llevada a cabo en Compton Verney en 2017, presentando unos gráficos del suelo al techo inmersivos de los poemas y las ilustraciones del libro. La exposición posteriormente hizo un tour a lo largo de Gran Bretaña, acogida por el Museo Foundling  en Londres, Inverleith House en Edimburgo, el Museo Real de Albert en Exeter, y la galería de arte del parque nacional de los Páramos de York del Norte en Danby.
Una versión en lengua galesa de The Lost Words 'Geiriau Diflanedig' fue publicada por Graffeg en 2019 con la autora Mererid Hopwood adaptando los poemas acrósticos de Macfarlane en las ilustraciones de Morris.
Un audiolibro de The Lost Words ha sido narrado por Guy Garvey, Edith Bowman, Benjamin Zephaniah, y Cerys Matthews, con grabaciones de sonido ambiental de Chris Watson.

## Premios
- Premio Tir na n-O  para The Seal Children en 2005 y anteriormente en 1997 para Cities in the Sea[14]
- Finalista para la Medalla Kate Greenaway en 2016 con Something About A Bear[15]
- Books Are My Bag Readers' Award para The Lost Words[7]
- Ganadora de la Medalla Kate Greenaway en 2019 con The Lost Words[16]

## Obras

### Libros
- Cities in the Sea (1996) con Siân Lewis[14]
- Ilustraciones en The Snow Whale (1996) de Caroline Pitcher
- Ilustraciones en Out of the Ark: Stories from the World's Religions (1996) de Anita Ganeri
- Ilustraciones en The Time of the Lion (1998) de Caroline Pitcher
- Ilustraciones en The Fourth Wise Man (1998) de Susan Summers
- Ilustraciones en Stories from the Stars: Greek Myths of the Zodiac (1998) de Juliet Sharman-Burke
- Ilustraciones en Lord of the Dance (1998) de Sydney Carter
- Ilustraciones en Grandmother's Song de Barbara Soros
- Ilustraciones en una edición nueva de How the Whale Became (1963) de Ted Hughes (2000)
- Ilustraciones en Marianna and the Merchild (2000) de Caroline Pitcher
- Ilustraciones en Parables: Stories Jesus Told (2000) de Mary Hoffman
- Ilustraciones en Animals of the Bible (2003) de Mary Hoffman
- Ilustraciones en Lord of the Forest (2004) de Caroline Pitcher
- The Seal Children (2004)
- Can You See a Little Bear (2005) con James Mayhew
- Ilustraciones en Little One, We Knew You'd Come (2006) de Sally Lloyd-Jones
- Recopilación e ilustración de The Barefoot Book of Classic Poems (2006)
- The Snow Leopard (2007)
- Ilustraciones en Singing to the Sun (2008) de Vivian French
- Tell Me a Dragon (2009)
- The Snow Bear (2010)
- The Cat and the Fiddle: A Treasury of Nursery Rhymes (2011)
- Queen of the Sky (2011)
- I am Cat (2012)
- Song of the Golden Hare (2013)
- East of the Sun, West of the Moon (2013)
- Ilustraciones en Starlight Sailor (2013) de James Mayhew
- Palabras de Little Evie in the Wild Wood (2013) ilustradas de Catherine Hyde
- Something About a Bear (2014)[15]
- The Wild Swans (2015)
- Cat Walk (2015)
- The Quiet Music of Gently Falling Snow (2016)
- The White Fox (2016)
- The Lost Words (2017) con Robert Macfarlane[6]
- Ilustraciones en Walking on Water: Miracles Jesus Worked (2017) de Mary Hoffman
- Ilustraciones en Lost and Found: Parables Jesus Told (2017) de Mary Hoffman
- Palabras de Mrs Noah's Pockets (2018) ilustradas de James Mayhew

- The Secret of the Tattered Shoes (2019) con Ehsan Abdollahi

### Otros
- Arte de portada para muchos libros de Robin Hobb
- Impresión de Three Hares[17]
- El álbum de Judy Dyble, Talking With Strangers, presentó su arte en su segunda edición